# Ване Ивановић
Иван Стеван Ване Ивановић (1913 — 1999) је бивши југословенски атлетски репрезентативац. Такмичио се у препонским тркама на 110 м препоне и 400 м препоне. Био је члан Атлетског клуба Конкордија из Загреба.

## Резултати
Ивановић је био првак Југославије у обе дисциплине 1935. Постигнути резултати су били на 110 м пр. 15,0 сек. а на 400 м пр. 55,6 сек.
Тим победама је обезбедио место у репрезентација за учешће на Летњим олимпијским играма 1936. у Берлину. У дисциплини 110 м препоне у квалификацијама је био други у шестој групу резултатом 15,1 сек. и прошао у полуфинале, где је био четврти у другом полуфиналу 15,2 сек. и није успео учи у финале. Освојио је 9 место у конкуренцији 31 такмичара из 20 земаља. У другој дисциплини 400 м препоне у конкуренцији 32 такмичара из 20 земаља у квалификацијама је заузео треће место у групи пет личним и југословенским рекордом 54,7 сек., што није било довољно за пласман у финале.

## Лични рекорди
Лични рекорди на 110 м пр. — 14,8 (1937), а на 400 м. пр. — 54,7 (1936). године.